# Wurfrahmen 40
Wurfrahmen 40 — германская тяжелая самоходная реактивная система залпового огня периода Второй мировой войны.

## Устройство
Направляющие реактивных снарядов большой мощности калибров 280 (осколочно-фугасный с боевым зарядом около 50 кг), 300 (осколочно-фугасный с боевым зарядом 45 кг) и 320 мм (зажигательный снаряд с бензиновой горючей смесью емкостью 50 л) монтировались на шасси бронетранспортера Sd Kfz 251 по три с каждого борта. Наведение в вертикальной плоскости осуществлялось изменением угла наклона направляющих, в горизонтальной — поворотом всей установки. Пуск снарядов производился с помощью электрического дистанционного запала из кабины установки. Как правило, огонь велся залпами с чередованием в каждом осколочно-фугасных снарядов и зажигательных снарядов. В жаргоне немецких солдат эта установка получила названия Stuka zu Fuß (то есть «пеший Ju 87») и Heulende Kuh («ревущая  корова»).
Пусковые установки выпускали вместе с 13 555 четырехзарядными рамными стационарными пусковыми установками S.W.s. 40 и 41 для 280 и 320-мм реактивных снарядов, 380 30 cm Raketenwerfer 56 и 345 28/32 cm Nebelwerfer 41 в 1941-1943 годах, о количестве их отдельно источников пока не найдено. Известно также, что в 1940-1945 годах выпущено 459 850 280-мм, 199 300 300-мм и 399 920 320-мм реактивных снарядов.
Также в небольших количествах для производства таких самоходных реактивных минометов использовались трофейные французские танкетки Рено UE (вооружались четырьмя ракетами, при этом направляющие располагались по бортам попарно либо все на корме) и танки Hotchkiss H35 (вооружались четырьмя ракетами по две ракеты побортно). Аналогичным образом немцы оборудовали некоторое количество захваченных американских бронетранспортеров M3.

## В массовой культуре

### Стендовый моделизм
Wurfrahmen 40 ограниченно представлен в стендовом моделизме. Сборные пластиковые модели-копии Wurfrahmen 40 в масштабе 1:35 выпускаются фирмами Тамия (Япония) и Драгон (Китай). Сборную пластиковую модель Wurfrahmen 40 на базе Sd Kfz 251 в масштабе 1:35 и 1:100 выпускает российская компания «Звезда». А сборную пластиковую модель Wurfrahmen 40 на базе Sd Kfz 251 в масштабе 1/72 выпускают немецкая фирма Revel и китайская фирма Dragon.

### Компьютерные игры
Установка Wurfrahmen 40 представлена в стратегиях реального времени R.U.S.E., В тылу врага 2: Штурм, Blitzkrieg и Company of Heroes, а также в шутере от первого лица Call of Duty 2.  Отражение установки в играх не соответствует её реальной эффективности и характеристикам.

## См. также

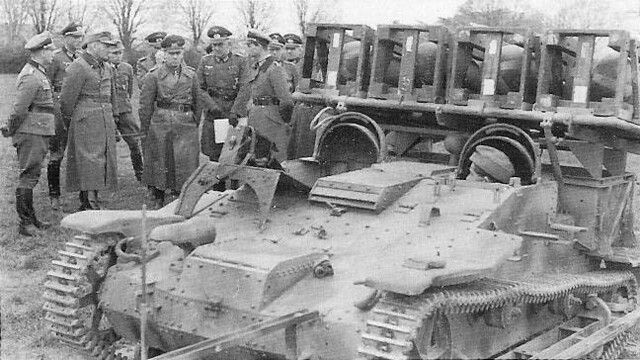
Немецкая модификация танкетки Рено UE в РСЗО : Selbstfahrlafette für 28/32 cm Wurfrahmen auf Infanterie-Schlepper UE (f)